# Vacuolă

Structura celulară la plante

Structura celulară la animale

Vacuola este un organit celular, specific mai mult celulelor vegetale, deși sunt prezente și în celulele  animale sub numele de vezicule, care sunt mai multe și temporare. Sunt formațiuni pline cu suc vacuolar, delimitate de o membrană simplă. Reprezintă un organit important al celulei, acesta este delimitat de o membrană plasmatică numită tonoplast. Tonoplastul își mărește volumul periodic, umplându-se cu apă, iar apoi se contractă brusc, eliminând conținutul în afara celulei. 

## Caracteristici
- Totalitatea vacuolelor dintr-o celulă formează vacuomul.
- Se formează din vacuolele reticulului endoplasmatic sau din vacuolele aparatului Golgi.
- Se află în citoplasma celulei.
- Sunt permanente la protozoare și spongieri având rol digestiv.
- Au caracter temporar la animale și protiste.
- La plante sunt mici și numeroase în celulele tinere, iar în cele adulte rămâne o singură vacuolă mare.
- Organismele unicelulare prezintă vacuole digestive și vacuole pulsatile.

## Rol
- Depozitează apă, substanțe de sevă, produși metabolici;
- Participă la menținerea echilibrului osmotic;
- Pot păstra în cadrul structurii lor deșeuri metabolice, pe care ulterior le elimină din cadrul lor (rol detoxifiant sau ecologic) ;
- Pot conține diferite enzime, coenzime, substanțe organice și anorganice, pigmenți asimilatori și fermenți, necesari unei bune funcționări a celulei;
- Menținerea compoziției constante (homeostazie);
- Reglează excreția.

## Structură
Sunt alcătuite dintr-o membrană subțire, numită tonoplast, ce înconjoară sucul vacuolar bogat în substanțe organice și anorganice. Poate conține antociani (substanțe ce determină culoarea organelor plantelor).